# Critics’ Circle Theatre Award/Bester Kostümbildner
In der Kategorie Bester Kostümbildner wurden folgende Critics’ Circle Theatre Award vergeben.

## 1982 bis 1989
- 1982: (geteilt) Grant Hicks für True West und The Double Man
- 1982: (geteilt) John Gunter für Guys and Dolls and The Beggar’s Opera
- 1983: Voytek für Great and Small
- 1984: Alison Chitty für Venice Preserv’d
- 1985: William Dudley für The Mysteries, The Real Inspector Hound, The Critic, The Merry Wives of Windsor und Mutiny
- 1986: (geteilt) Ezio Frigerid für The House of Bernarda Alba
- 1986: (geteilt) Maria Bjornson für Das Phantom der Oper
- 1987:  (geteilt) Michael Taylor für Attractions
- 1987: (geteilt) Maria Bjornson für Follies
- 1988: Richard Hudson für Old Vic
- 1989: John Napier für Miss Saigon

## 1990 bis 1999

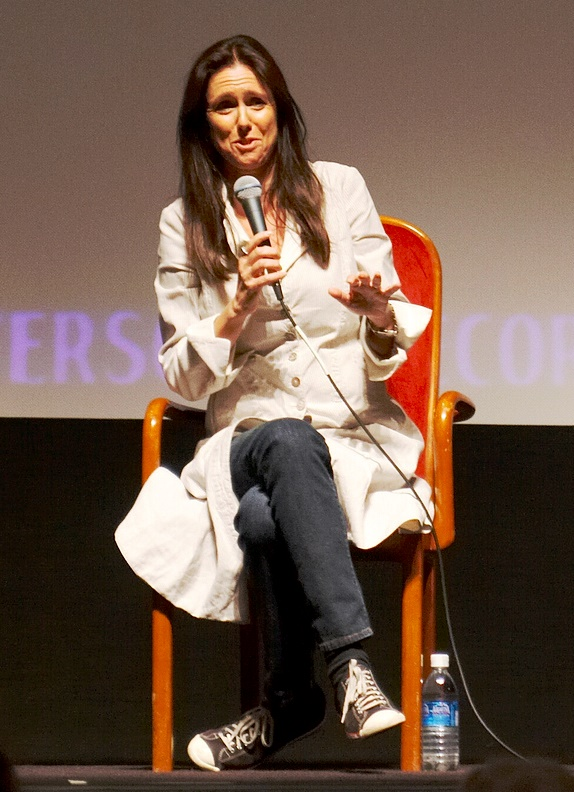
Julie Taymor

- 1990: Mark Thompson für The Wind in the Willows
- 1991: Bob Crowley  für Murmuring Judges
- 1992: Ian MacNeil  für An Inspector Calls
- 1993: Ian MacNeil für Machinal
- 1994: Mark Thompson  für The Kitchen
- 1995: Robin Don  für The Winter Guest
- 1996: Robert Innes Hopkins  für The Comedy of Errors und The Weavers
- 1997: John Napier  für Peter Pan
- 1998: (geteilt) Phelim McDermott, Julian Crouch und Graeme Gilmour für Struwwelpeter
- 1998: (geteilt) Richard Hoover für Not About Nightingales
- 1999: Julie Taymor und Richard Hudson für Der König der Löwen

## 2000 bis 2009
- 2000: Paul Brown für Coriolanus, Richard II und The Tempest
- 2001: Paul Brown  für Platonov
- 2002: William Dudley für The Coast of Utopia (Trilogie)
- 2003: Bob Crowley für Mourning Becomes Electra
- 2004: Christopher Oram für Suddenly Last Summer
- 2005: Timothy Bird und David Farley für Sunday in the Park with George
- 2006: Punchdrunk Faust Company für Goethes Faust
- 2007: Rae Smith und die Handspring Puppet Company für War Horse (National Theatre)
- 2008: Neil Murray für Brief Encounter
- 2009: Christopher Oram für Red

## Seit 2010
- 2010: Bunny Christie für The White Guard (National)
- 2011: Mark Tildesley für Frankenstein
- 2012: Miriam Buether für Wild Swans
- 2013: Es Devlin für Chimerica
- 2014: Es Devlin für The Nether
- 2015: Anna Fleischle für Hangmen
- 2021: Adam Stockhausen für The French Dispatch